# Proxy-Pass
Ein Proxy-Pass (auch: Proxypass) ist ein Nationalpass, dessen Ausstellung nicht aufgrund persönlichen Erscheinens des späteren Passinhabers bei der Passbehörde, sondern durch einen Stellvertreter erreicht wird. Das Wort stammt aus dem Englischen (englisch by proxy = durch einen Stellvertreter) und ist im Deutschen noch relativ neu. In Deutschland erscheint der Begriff amtlich – soweit ersichtlich – erstmals in der Allgemeinen Verwaltungsvorschrift zum Aufenthaltsgesetz von 2009.

## Ausstellungsmodalitäten
Die Ausstellungsmodalitäten eines Proxy-Passes sind uneinheitlich. In manchen Fällen übergibt ein Stellvertreter dem Passbeamten ein Lichtbild und eine Unterschriftsprobe des späteren Passinhabers zum Einscannen. Manchmal bleibt das Feld für die Unterschrift auch frei und diese muss später nachgeholt werden. Der dem Stellvertreter ausgehändigte Pass wird dann von diesem an den Passinhaber weitergeleitet. Proxy-Pässe, die an den im Ausland lebenden Passinhaber weitergeleitet werden, enthalten weder Visa noch Einreise- oder Ausreisevermerke des Aufenthaltsstaates. Anstatt einer Originalunterschrift ist regelmäßig eine eingescannte Unterschrift mit erkennbaren Rändern vorhanden. Darüber hinaus ist häufig feststellbar, dass sich der Passinhaber zum Ausstellungszeitpunkt nachweislich nicht in seinem Heimatland aufgehalten hat, obwohl der Pass dort ausgestellt wurde.

## Akzeptanz in der Staatengemeinschaft
Das Verfahren zur Ausstellung eines Proxypasses ist manipulationsgefährdet, da sich der Passbeamte keinen persönlichen Eindruck vom späteren Passinhaber verschaffen kann und ungewiss bleibt, ob die vom Stellvertreter übermittelten persönlichen Daten und die Unterschriftsprobe authentisch sind.
Deutschland, Österreich und die Schweiz stellen keine Proxy-Pässe aus. Gemäß der in diesen Staaten geltenden Verordnung (EG) Nr. 2252/2004 des Rates vom 13. Dezember 2004 über Normen für Sicherheitsmerkmale und biometrische Daten in von den Mitgliedstaaten ausgestellten Pässen und Reisedokumenten müssen bei der Passbeantragung u. a. Fingerabdruckproben für die Aufnahme biometrischer Daten gegeben werden, sodass eine Stellvertretung nicht möglich ist. Die EU-Verordnung gilt in der gesamten Europäischen Union mit Ausnahme von Irland und Dänemark und zusätzlich in Island, Liechtenstein, Norwegen und der Schweiz.
Proxy-Pässe sind vor allem aus Ländern des arabischen und afrikanischen Raums bekannt geworden.
Bei Proxy-Pässen stellt sich die Frage nach der Gültigkeit des Passes und damit auch die Frage, ob der Inhaber eines Proxy-Passes der im Ausland häufig bestehenden Passpflicht (in Deutschland z. B. gemäß § 3 Abs. 1 AufenthG) nachkommt. 
Für die Beurteilung, ob ein Proxy-Pass gültig ist, gelten unbeschadet völkerrechtlicher Regelungen zunächst die Regelungen, die der Ausstellerstaat selbst trifft und ob ein Verstoß gegen Vorschriften zum Ausstellungsverfahren nach dem Recht des Ausstellerstaates zur Ungültigkeit des Passes führt. Ob ein gültiges Verfahren des Ausstellerstaates dann auch im Ausland akzeptiert wird, hängt vom jeweiligen Aufenthaltsstaat ab. Einige Staaten erklären Proxy-Pässe für ungültig, während andere Staaten, auch westliche Industriestaaten, postalische Verfahren für die Ausstellung von Folgepässen vorsehen.

## Einzelfälle
In Deutschland entscheidet das Bundesministerium des Innern von Fall zu Fall über die Anerkennungsfähigkeit von Proxy-Pässen in Form einer Allgemeinverfügung nach § 71 Abs. 6 AufenthG, die im Bundesanzeiger bekannt gemacht wird. Nach der Allgemeinverfügung über die Anerkennung ausländischer Pässe und Passersatzpapiere vom 13. Oktober 2022 gilt Folgendes: 

### Angola
Proxy-Pässe Angolas werden in Deutschland nicht anerkannt.

### Gambia
Reisepässe können ausschließlich im Immigration Office beim Innenministerium in Banjul/Gambia ausgestellt werden. Da das nationale gambische Recht die persönliche Anwesenheit des Antragstellers zur Erteilung eines Reisepasses nicht zwingend vorsieht, sind Pässe, die in Abwesenheit des Antragstellers ausgestellt wurden, nach dortigem Recht grundsätzlich gültig.
Die Rechtsprechung, ob solche Pässe in Deutschland anerkannt werden, ist uneinheitlich. Das OVG Bremen hat im Beschluss vom 2. März 2017 einen gambischen Proxy-Pass anerkannt und im Beschluss vom 6. November 2018 die Anerkennung abgelehnt. Das OVG Sachsen-Anhalt hat in einer Entscheidung vom 12. November 2021 ausgeführt, dass sich ungeachtet der (grundsätzlichen) Anerkennung von in Gambia ausgestellten Proxy-Pässen im Einzelfall Zweifel an der inhaltlichen Richtigkeit eines solchen Passes ergeben können, insbesondere wenn er lediglich auf der Grundlage einer Geburtsurkunde erstellt worden sei. In Gambia sei hinsichtlich Personenstandsurkunden, Reisepässen und Staatsangehörigkeitsausweisen die Fälschung von Dokumenten nicht erforderlich, da nach den Erkenntnissen des Auswärtigen Amtes durch unwahre Angaben gegenüber der ausstellenden Behörde oder durch Bestechung oder Bekanntschaft mit der ausstellenden Person problemlos echte, aber inhaltlich unrichtige Dokumente beschafft werden könnten. Das Gericht hat die Identität des Passinhabers im entschiedenen Fall gleichwohl als erwiesen angesehen, weil die gambische Botschaft in Brüssel bestätigt habe, dass keine Zweifel an der Identität des Betroffenen bestünden und der Betroffene überdies andere Dokumente, u. a. eine „National Identity Card“ (Personalausweis), eine „Voter ID-Card“ (Wahlberechtigungskarte), ein „Certificate of Character“ (Führungszeugnis), Schulzeugnisse, die jeweils auf seinen Namen ausgestellt waren, und Originale einer Kreditkarte, eines Dienstausweises sowie einer Sozialversicherungskarte vorgelegt hatte und das Gericht es für wenig wahrscheinlich hielt, dass es sich bei all diesen Dokumenten um Fälschungen oder inhaltlich unrichtige Urkunden handeln könnte.

### Ghana
Proxy-Pässe Ghanas werden in Deutschland nicht anerkannt. Die ghanaische Botschaft Berlin weist auf ihrer Internetseite darauf hin, dass es nach ghanaischem Recht nicht erlaubt sei, Proxy-Pässe im Ausland zu benutzen, und sowohl die ghanaische Botschaft in Berlin als auch deutsche Behörden ghanaische Proxy-Pässe einziehen.

### Irak
Die „Proxy-Pässe“ des Irak wurden bisher nicht anerkannt. Die aktuelle Allgemeinverfügung von 2022 enthält keine Aussage mehr zu Proxy-Pässen Iraks.

### Jemen
Proxy-Pässe des Jemen werden in Deutschland nicht anerkannt.

### Liberia
Im August 2017 hat Liberia biometrische Pässe eingeführt. Zur Aufnahme der biometrischen Daten muss der Antragsteller persönlich erscheinen, sodass die Passausstellung „by proxy“ nicht mehr möglich ist. 

### Nigeria
Proxy-Pässe von Nigeria werden in Deutschland nicht anerkannt. Nach einer Entscheidung des VG Magdeburg ist die Ausstellung von nigerianischen ePässen „by Proxy“ laut einer Auskunft des Auswärtigen Amtes seit mehreren Jahren nicht mehr möglich.

### Syrien
Das syrische Recht lässt die Beantragung und Ausstellung syrischer Reisepässe in Abwesenheit der Antragsteller grundsätzlich zu. Die erforderliche Unterschrift der Inhaber im Pass ist als notwendige Identifizierungsfunktion erforderlich. Wird ein Pass ohne Unterschrift des Inhabers vorgelegt und die Unterschrift auch nicht durch eine syrische Behörde amtlich ersetzt, sind die Identität und Staatsangehörigkeit des Passinhabers zu prüfen. 
Ein syrischer Proxy-Pass, der mittels einer dritten Person bei einem Büro der syrischen Opposition, und zwar der Nationalen Koalition der oppositionellen Kräfte Syriens, in Istanbul in Auftrag gegeben wurde und für den der Passinhaber angeblich 600 US-Dollar bezahlt hat, wurde von deutschen Behörden als ungültig angesehen. In einem anderen Fall wurde der Proxy-Pass mittels des Bruders des Passinhabers bei der Passbehörde in Hama in Auftrag gegeben. Für diesen Pass habe der Inhaber nach seinen Angaben 400 US-Dollar bezahlt. Dass es sich um einen Proxy-Pass gehandelt habe, ergab sich zur Überzeugung des Gerichts aus dem Stempel auf der letzten Seite des Passes, der „Dieser Pass wurde dem Inhaber im Ausland ausgehändigt nach Entrichtung der konsularischen Gebühren“ lautete. Diesen Pass sah das Gericht in Würdigung der sonstigen Fallumstände als gültig an.
In einem anderen Fall war der Proxy-Pass ohne schriftliche Vollmacht durch den Onkel des Passinhabers beantragt und ihm auch – ohne Unterschrift des Inhabers – ausgehändigt worden. Die Beantragung und Ausstellung von Pässen durch Verwandte oder bevollmächtigte Dritte ist nach syrischem Recht möglich und in Syrien – so das Gericht – übliche Praxis. Ohne Unterschrift sei der Pass aber ungültig. Der Proxy-Pass erlangt in diesem Fall erst dann Gültigkeit, wenn er durch den Inhaber unterschrieben wird. Diese Unterschrift kann nachgeholt werden. Dazu ist die Unterschrift in einer syrischen Auslandsvertretung auf einer freien visierfähigen Seite des Reisedokumentes nachträglich zu leisten und durch Siegelabdruck der syrischen Auslandsvertretung bestätigen zu lassen.

## Zukunft von Proxy-Pässen
Angesichts der weltweit einsetzenden biometrischen Implementierungen in Nationalpässe (vor allem Fingerabdrücke) ist es kaum vorstellbar, dass Proxy-Pässe im Zuge des technischen Fortschritts und sich erhöhender Sicherheitsanforderungen künftig noch ausgestellt werden, da ein persönliches Erscheinen zur Fingerabdrucknahme bei der Passbehörde unumgänglich erscheint. Gambia verlangt für die seit 2014 ausgestellten biometrischen Pässe persönliches Erscheinen und überdies auch die Rückkehr ins Heimatland, da die Pässe ausschließlich in der Hauptstadt Banjul ausgegeben werden. Wer sich das nicht leisten kann, kann weiterhin einen herkömmlichen Pass über einen Stellvertreter erhalten. Möglicherweise genügt ein solcher Pass aber nicht den Einreisebestimmungen aller Länder.